# Four Eyed Monsters
Four Eyed Monsters is een Amerikaanse film uit 2005. Hij is gemaakt door het New Yorkse koppel Susan Buice en Arin Crumley. De film gaat over een koppel dat met elkaar via kunst probeert te communiceren. De film maakte in 2005 zijn première mee op het Slamdance Film Festival en won zowel de prijs voor beste regisseur als voor beste nieuwe regisseur op het Brooklyn International Film Festival. De film bezit een Creative Commons-licentie. De hele film staat sinds kort op YouTube.